# Karin Bresemann
Karin Bresemann (* 19. Januar 1950 in Rostock) ist eine deutsche Politikerin (SPD) und war Abgeordnete im Landtag Mecklenburg-Vorpommern von 1990 bis 1994.
Karin Bresemann absolvierte nach dem Schulbesuch zunächst eine Ausbildung zur Krankenschwester und später zur Gesundheitsfürsorgerin. Sie war bis 1990 in diesem Beruf tätig.
Bresemann trat im August 1990 in die SPD ein. Bei der Landtagswahl in Mecklenburg-Vorpommern 1990 wurde sie über die Landesliste in den Landtag gewählt, dem sie bis 1994 angehörte.